# أسامة الصافي
أسامة هاشم علوي محمد الصافي مهندس ومنشد وقاريء إماراتي.

## الدرجة العلمية
ماجستير في التصميم العمراني
دبلوم عالي في القيادة الرقمية

## الوظيفة
- المدير التنفيذي لقطاع التشغيل والتكنولوجيا بشركة باركن
- تقلد مناصب مدير إدارة الموآقف وحرم الطريق وحرم القطارات بهيئة الطرق والمواصلات بدبي (2015 2023)
- رئيس قسم التشريعات والإحصاءات التخطيطية ببلدية دبي (2007 - 2015)
- رئيس لجنة تحكيم مسابقة الشيخ راشد بن محمد لأجمل ترتيل وعضو وحدة المسابقات بجائزة دبي الدولية للقران الكريم (1998 - وحتى الآن)
- عضو مجلس إدارة مركز الإمام أبوحنيفة لتحفيظ القران الكريم (2014 - وحتى الآن)
- مؤسس مركز الشيخ محمد نور بن سيف لتحفيظ القران الكريم والعلوم الإسلامية (2002)
- عضو مجلس ادارة جمعية الإمارات لمتلازمة داون (2011 - وحتى الآن)

## التحكيم الفني
تحكيم القران الكريم
- رئيس لجنة التحكيم بمسابقة أجمل ترتيل بجائزة دبي الدولية للقران الكريم
- عضو لجنة تحكيم الأصوات بالمسابقة الدولية بجائزة دبي الدولية للقران الكريم
- عضو لجنة تحكيم برنامج المرتل بقناة سما دبي

تحكيم الإنشاد
- عضو لجنة التحكيم بمسابقة منشد الشارقة
- عضو لجنة التحكيم والمشرف العام على برنامج سما الإنشاد بقناة سما دبي 2006
- عضو لجنة التحكيم بمسابقة صوتك واصل بقناة فور شباب

## جوائز وشهادات تقدير
في مجال العمل الوظيفي
- جائزة دبي للأداء الحكومي المتميز في فئة الموظف المتميز في المجال الإداري 2008
- جائزة الناموس بهيئة الطرق والمواصلات في فئة الموظف الاشرافي 2022

في مجال العمل الإنساني
- جائزة الأميرة هيا للتربية الخاصة فئة المتطوع المبدع 2015

في مجال الإنشاد
- جائزة الإعلام والإنشاد من الندوة العالمية للشباب الإسلامي في عام 2002
- جائزة أفضل صوت بمهرجان الدوحة الفني في عام 1999

## الإصدارات الفردية
- المصحف المسجل

الأناشيد
- نبي السلام 2014
- ليه الخوف 2010
- لك عدت 2007
- فرحتنا 2004
- في عيوني 2003
- هذه ليلتي 2000
- الحديقة الأنيقة 2000
- درب الصالحين 1999
- أعماق السكون 1998

## شارك في إصدارات أخرى
- منوعات من الإمارات2 1992
- جراح سراييفو 1994
- صاحبي 1996
- سمركم زان 2001
- استمري 2001
- ويبقى الأذان 2002
- أوبريت جامعة الإمارات 2003
- حيوا خطاها 2003
- حساس 2003
- إليك 2003
- خليجي (1) 2003
- خليجي (2) 2005
- قلبي 2005
- إليكما 2006
- ليالي الوصل
- وقفت ببابك
- فرحة وطن 2008
- صبراً 2009
- أحلى كلام 2010

## المهرجانات والاحتفالات الإنشادية
- 2015 ملتقى زايد بن محمد العائلي
- 2014 ملتقى زايد بن محمد العائلي
- 2012 مهرجان كتارا الفني بالدوحة
- 2012 مهرجان خريف صلالة
- 2012 حفل جوالة الملك سعود بالرياض
- 2012 مهرجان الطائف الإنشادي الأول
- 2012 أوبريت هذا محمد بدبي ضمن حفل تدشين أكبر كتاب في العالم يتناول سيرة الرسول صلى الله عليه وسلم
- 2012 ملتقى شباب الخبر السادس
- 2012 حفل السيلين الإنشادي بدولة قطر
- 2012 مهرجان ليالي فبراير بالكويت
- 2011 أوبريت متعة العطاء بجامعة الملك فهد للبترول والمعادن
- 2011 يوم الطفل العالمي بمحافظة عنيزة
- 2011 مهرجان فورشباب ببريدة
- 2011 مهرجان التنمية الإنشادي الأول بالدمام
- 2011 حفل الزواج الجماعي الثاني عشر بجدة
- 2011 مهرجان الندوة العالمية الثاني بنجران
- 2011 مهرجان أنت الأمل بجامعة الملك سعود بالرياض
- 2011 مهرجان حسانا فله بالأحساء
- 2011 مهرجان وأوبريت أمننا أمانة جامعة أم القرى
- 2011 ملتقى شباب الخبر الخامس
- 2010 ملتقى خورفكان الإنشادي الثاني
- 2010 مهرجان صلالة
- 2010 مهرجان هلا فبراير بالكويت
- 2010 أوبريت شمس الوطن بجامعة الطائف
- 2010 ملتقى العطاء الأول بمدينة أبها
- 2010 حفل جائزة الشباب العالمية بمملكة البحرين
- 2010 مهرجان اليتيم الثاني بمنطقة جازان
- 2010 حفل الزواج الجماعي الحادي عشر بجدة
- 2009 الحفل الإنشادي «ليالي فبراير» بدولة الكويت
- 2009 مهرجان جامعة أم القرى الثاني «معتزٌ بديني.. مُنتمٍ لوطني»
- 2009 الحفل الإنشادي الثامن بإمارة رأس الخيمة
- 2009 مهرجان البحرين غزة وفاءٌ وعزة
- 2008 مهرجان درر الكويت
- 2007 الحفل الختامي لبرنامج منشد الشارقة
- 2007 مهرجان الأسرة والوطن بالأحساء
- 2007 مهرجان الكلمة الطيبة الرابع بالدمام
- 2007 حفل المؤتمر السنوي لإتحاد المنظمات الإسلامية في فرنسا - اتحاد المنظمات الإسلامية في فرنسا – باريس - فرنسا
- 2007 حفل جائزة البردة الشعرية - وزارة الشباب والثقافة وتنمية المجتمع – أبوظبي - الإمارات
- 2007 مهرجان الدوحة الفني التاسع - مركز شباب الدوحة – الهيئة العامة للشباب – الدوحة - قطر
- 2006 مهرجان العين العالمي - العين العالمية – جدة - السعودية
- 2006 مهرجان الكويت السابع – وزارة الأوقاف (شركة جلف ميديا) – الكويت
- 2006 حفل السوق الخيري والإفطار الجماعي - جامعة زايد – دبي - الإمارات
- 2006 مهرجان العفاف الثالث وللعرس الجماعي السنوي - جمعية البر والعفاف الخيرية الاجتماعية- صنعاء – اليمن
- 2006 اوبريت انطلاق برنامج متعة العقل لمفاجأة صيف دبي 2006 - دائرة الأراضي والأملاك – دبي - الإمارات
- 2006 مهرجان القدس على البال (2) – جمعية مناصرة فلسطين – المنامة - البحرين
- 2006 مهرجان الوفاء الأول لنصرة الشعب الفلسطيني – لجنة مقاومة التطبيع مع العدو الصهيوني – الشارقة - الإمارات
- 2006 مهرجان «وأجمل منك لم تر قط عيني» – الندوة العالمية للشباب الإسلامي – مكة المكرمة - السعودية
- 2006 حفل تخريج رياحين القرآن – مدرسة الاتحاد الخاصة – دبي - الإمارات
- 2006 مهرجان أبوظبي الإنشادي الأول (في حب زايد والإمارات) – مركز التواصل للتريب والاستشارات – أبوظبي - الإمارات
- 2006 حفل حماة المستقبل - شرطة دبي – دبي - الإمارات
- 2006 مهرجان الفن الإسلامي العالمي - شركة الإبداع الأسرية - الكويت
- 2006 المهرجان الإنشادي «هو ذا أحمد» – كلية الشريعة بجامعة الشارقة – الشارقة - الإمارات
- 2005 احتفالات مرور 25 سنة على إنشاء منظمة المؤتمر الإسلامي بإسطنبول
- 2005 مهرجان رابطة الفن الإسلامي الخامس بجدة
- 2005 مهرجان مؤسسة رأس الخيمة الرابع للقرآن الكريم
- 2005 مهرجان دبا الحصن الأول
- 2005 مهرجان الكويت (رابطة الموهوبيين)
- 2003 مهرجان جدة الإنشادي الرابع
- 2003 مهرجان رأس الخيمة الثاني
- 2002 مهرجان جدة الإنشادي الثالث
- 2002 مهرجان الصمود الإنشادي بالشارقة
- 2002 مهرجان نزوى – عمان
- 2001 مهرجان الإحساء بعيد الأضحى المبارك
- 2001 مهرجان جامعة أم القرى (لعينيك يا قدس)
- 2001 مهرجان الأقصى في قلوبنا بجدة
- 2001 مهرجان الاتحاد بجدة
- 2001 مهرجان المدينة المنورة الثقافي الرابع
- 2001 مهرجان الأقصى بالبحرين
- 2000 مهرجان جدة الإنشادي الأول
- 2000 مهرجان فيصل بن فهد الثقافي الأول بالدمام
- 2000 مهرجان أبوظبي الإنشادي الأول
- 1999 مهرجان الدوحة الأول

## وصلات خارجية
- الموقع الشخصي
- صفحته على موقع طريق الإسلام
- صفحته الشخصية على الفيسبوك
- صفحته الشخصية على +Google
- [صفحته على موقع أنستقرام https://instagram.com/osamaalsafi/]

## مقالات ذات صلة
- نشيد
- الإنشاد في الإمارات